# Polydora rogeri
Polydora rogeri är en ringmaskart som beskrevs av Martin 1996. Polydora rogeri ingår i släktet Polydora och familjen Spionidae. Inga underarter finns listade i Catalogue of Life.